# Bemaharivo
Bemaharivo est une commune urbaine malgache située dans la partie centre-est de la région de Boeny.

## Géographie

### Localisation
Behamarivo est situé à Madagascar, dans la région de Boeny, plus précisément dans le district de Marovoay.

### Coordonnées
16°8′S, 46°24′E.
Altitude : La ville se trouve à 12 mètres d'altitude.
Fuseau horaire : UTC+3 (heure de Madagascar).

## Démographie

### Population
En 2001, la population de la commune était estimée à environ 9 000 habitants.
Répartition de la population :
55 % des habitants sont des agriculteurs.
42 % pratiquent l'élevage.
2 % travaillent dans la pêche.
1 % sont employés dans les services.

## Économie

### Agriculture
L'agriculture est l'activité principale. La culture du riz est la plus importante, suivie par les graines de cachou et le palmier raphia.

### Élevage
Une grande partie de la population vit de l'élevage.

### Pêche
Bien que minoritaire, la pêche constitue également une source de revenus pour une petite proportion de la population.

### Secteur des services
Les services sont peu développés, n'employant que 1 % de la population.